# Les Nuits de Mashhad
Pour plus de détails, voir Fiche technique et Distribution.
Les Nuits de Mashhad (عنکبوت مقدس, Ankabut-e moqaddas, "Araignée sacrée" en persan) est un thriller suédo-franco-germano-danois co-écrit et réalisé par Ali Abbasi, sorti en 2022.
Le film est présenté  en compétition officielle au festival de Cannes 2022, où l'actrice Zar Amir Ebrahimi remporte le prix d'interprétation féminine. Le film a été sélectionné pour représenter le Danemark dans la course à l'Oscar du meilleur film international à la 95e cérémonie des Oscars, et il a fait partie de la liste restreinte de quinze films annoncée en décembre 2022.
L'intrigue se déroule entièrement dans la ville sainte de Machhad, en Iran, où une journaliste enquête sur le meurtre de plusieurs prostituées. Elle est confrontée au machisme et à la pudibonderie d'une société islamique rigoriste.

## Synopsis
La journaliste Arezoo Rahimi (Ebrahimi) arrive de la ville de Téhéran pour enquêter sur une série de meurtres de prostituées de rue. Les meurtres suivent le même schéma, les femmes sont accostées par un homme à moto, emmenées ailleurs et étranglées avec leur propre foulard. Les corps sont ensuite jetés dans les déchetteries locales.
Le tueur en série, Saeed Azimi, est présenté dès le départ dans la dernière soirée d'une de ses victimes qui, accro à l'opium, sollicite une série de clients avant de conclure avec Azimi. Ils se rendent dans un complexe d'appartements décrépit mais elle sent des ennuis et tente de fuir avant d'entrer dans son appartement. Azimi l'étrangle dans la cage d'escalier puis s'enfuit avec son corps sur sa moto.
Rahimi est décrite comme autonome, pointue dans son analyse des preuves et véritablement préoccupée par le sort des victimes de meurtre. Elle arrive seule dans la ville et doit se soumettre aux diverses restrictions imposées aux femmes dans la ville sainte. Elle noue une relation d'enquête avec le journaliste Sharifi (Arash Ashtiani), qui offre son soutien, mais pour la plupart, ses relations avec la police locale sont remplies de dédain et d'obstruction. Sharifi a été en contact avec le tueur, ayant été choisi par Azimi comme une sorte de publiciste. Les enregistrements et les souvenirs de Sharifi offrent à Rahimi un aperçu du motif du meurtre : Azimi est mercuriel, tour à tour amical puis explosif, excoriant les prostituées comme corrompues et sales. Il prétend nettoyer la ville au nom de l'imam Reza, le huitième imam chiite, et est montré en larmes au sanctuaire de l'imam.
La misogynie culturelle imprègne les interactions de Rahimi avec les hommes au cours de son enquête. Un détective en uniforme, Rostami (Sina Parvaneh), semble d'abord affable avant de faire une passe indésirable, puis de ridiculiser le personnage de Rahimi lorsqu'il est repoussé. Un clerc local puissant (Nima Akbarpour) suggère de la même manière qu'une réputation lâche la précède. Rahimi explique clairement à Sharifi que ces insinuations sont elles-mêmes le produit d'une avance non désirée - un superviseur journalistique à Téhéran a exigé un contact après le travail avec Rahimi pour faire avancer sa carrière. Sa position d'étranger informe les interactions émotionnellement difficiles de Rahimi avec les familles des victimes et, dans un cas, une conversation préliminaire avec une prostituée la nuit de son meurtre.
La vie personnelle du meurtrier est décrite en détail. Il a trois enfants, une femme attentionnée et fait partie d'un réseau de militaires, tous anciens combattants de la guerre Iran-Irak. La douleur émotionnelle de son service est évidente et il ressent un échec de ne pas avoir atteint le martyre. Le dévouement de Saeed à sa famille contraste avec la brutalité de ses meurtres. Un meurtre a lieu dans sa maison et est presque interrompu par l'arrivée de sa femme. Saeed Azimi parvient à cacher à la hâte le corps dans un tapis et Azimi a immédiatement des relations sexuelles avec sa femme tout en regardant le pied de sa défunte victime. Ali, le fils adolescent de Saeed, l'idolâtre malgré la violence qui fait parfois surface dans leurs interactions.
Au fur et à mesure que l'affaire est jugée, il devient clair qu'une grande partie du public soutient la croisade meurtrière d'Azimi contre la prostitution de rue, et il y a des pressions pour qu'il soit libéré. Offrant l'opportunité de revendiquer la folie, Azimi double ses motivations religieuses, prétendant seulement être fou du huitième Imam et de Dieu. L'auteur étant manifestement lucide, le tribunal n'a d'autre choix que de le déclarer coupable et il est condamné à mort. Des partisans de l'accusation et de son association d'anciens combattants rendent visite à Azimi en prison, lui assurant qu'il sera emporté dans une voiture le jour de son exécution. Lorsque le moment arrive, il est clair que c'était une ruse pour le faire taire et il est pendu.
Rahimi et Sharifi se disent adieu puis la journaliste monte dans un bus pour rentrer chez elle. En voyageant, elle passe en revue les preuves vidéo recueillies au cours de l'affaire, s'arrêtant sur une interview avec Ali, le fils du tueur, qui décrit fièrement comment son père a maîtrisé et étouffé ses victimes, jouant le rôle de son père avec sa sœur cadette dans le rôle d'une victime. Il sous-entend qu'il poursuivra l'œuvre meurtrière de son père.

## Fiche technique
Sauf indication contraire, les informations mentionnées dans cette section peuvent être confirmées par la base de données cinématographiques IMDb,  présente dans la section « Liens externes ».
- Titre original perse : عنکبوت مقدس, Ankabut-e moqaddas
- Titre original anglais : Holy Spider
- Titre français : Les Nuits de Mashhad
- Réalisation : Ali Abbasi
- Scénario : Ali Abbasi et Afshin Kamran Bahrami
- Musique : Martin Dirkov
- Direction artistique : Anas Balawi
- Décors : Lina Nordqvist
- Costumes : Hanadi Khurma
- Photographie : Nadim Carlsen
- Montage : Olivia Neergaard-Holm
- Production : Sol Bondy et Jacob Jarek[5]
  - Production déléguée : Ditte Milsted
  - Coproduction : Fred Burle et Eva Åkergren
- Sociétés de production : Profile Pictures et One Two Films ; Arte France Cinéma, Film i Väst, Nordisk Film Production, Why Not Productions, Wild Bunch et ZDF - Zweites Deutsches Fernsehen[6]
- Sociétés de distribution : Camera Film (Danemark) ; Alamode Filmdistribution (Allemagne), TriArt Film (Suède)[6] ; Metropolitan Filmexport (France)
- Pays de production :  Allemagne[7] /  Danemark[7] /  France[7] /  Suède[7]
- Langue originale : persan
- Format : couleur
- Genres : thriller, drame, policier
- Durée : 115 minutes
- Dates de sortie :
  - France : 22 mai 2022 (Festival de Cannes) ; 13 juillet 2022 (sortie nationale)[8]
- Classification :
  - France : interdit aux moins de 12 ans

## Distribution
- Zar Amir Ebrahimi (VF : Elisabeth Ventura) : Arezoo Rahimi
- Mehdi Bajestani (VF : Yann Guillemot) : Saeed Hanaei (en)
- Arash Ashtiani (VF : Serge Faliu) : Sharifi
- Forouzan Jamshidnejad (VF : Karine Foviau) : Fatima Hanaei
- Alice Rahimi (VF : Fabiola Kocher) : Somayeh
- Mesbah Taleb (VF : Tom Trouffier) : Ali Hanaei
- Sara Fazilat (VF : Laura Zichy) : Zinab
- Sina Parvaneh (VF : Laurent Maurel) : Rostami
- Majd Eid : un photographe
- Nima Akbarpour (fa) (VF : Omar Yami) : le juge Gholamreza Mansouri (fa)
- Firouz Agheli (VF : Michel Prud'homme) : Haji
- Soraya Helli (VF : Isabelle Leprince) : Zari Khanum
- Marie-Jo Khojandi : une vieille prostituée[9],[10]

Version française dirigée par Danielle Perret au studio Dubbing Brothers, d'après une adaptation des dialogues de Juliette De La Cruz.
 Source et légende : version française (VF) sur RS Doublage et carton du doublage français.

## Production
Le film s'inspire d'un fait divers qui s'est déroulé de 2000 à 2001 à Mashhad : Saeed Hanaei (en), un maçon, père de famille, surnommé « l’Araignée », a assassiné seize prostituées pour . Après un procès très médiatisé, il a été condamné à mort.
Le film est une coproduction entre l'allemand One Two Films, le danois Profile Pictures, le suédois Nordisk Film Production, et les françaises Why Not Productions et Wild Bunch International. La production est à 41,36% allemande, 31,05% danoise, 15,3% française et 12,29% suédoise.
Le tournage du film a lieu à Amman, en Jordanie, en mai 2021,.

## Accueil

### Réactions des autorités iraniennes
L'Organisation du cinéma iranien et le ministre de la culture iranien Mohammad Mehdi Esmaili (en) protestent contre la sélection du film au festival de Cannes 2022. « Nous avons formellement protesté auprès du gouvernement français. La sélection de ce film est "complètement politique" et vise à "montrer une mauvaise image de la société iranienne". Nous prendrons certainement en compte cette question dans nos échanges culturels. »
Le 1er juin 2022, le même Esmaili condamne le film et le prix décerné à l'actrice Zar Amir Ebrahimi : « Si des personnes de l'intérieur de l'Iran sont impliquées dans le film Les Nuits de Mashhad, elles seront sûrement punies par l'Organisation du cinéma d'Iran,. »

### Accueil critique
Le site américain Rotten Tomatoes propose un score de 85 % et une note moyenne de 7.5/10 à partir de l'interprétation de 85 titres de presse. Le consensus critique du site dit : « Les Nuits de Mashhad renonce à la subtilité au profit d'une dramatisation viscéralement outragée inspirée d'événements réels épouvantables. » Sur Metacritic, le film a reçu une note de 68⁄100, basée sur 24 titres de presse, indiquant des critiques généralement favorables.
En France, le site Allociné propose une moyenne des critiques de presse à 3,3/5, à partir de l'interprétation de 33 titres de presse.

### Box-office
| Pays ou région | Box-office     | Date d'arrêt du box-office | Nombre de semaines |
| -------------- | -------------- | -------------------------- | ------------------ |
| France         | 98 672 entrées | 19 octobre 2022            | 14                 |
| Total mondial  | 1 683 316 $    | -                          | -                  |

## Distinctions

### Récompenses
- Festival de Cannes 2022 : Prix d'interprétation féminine pour Zar Amir Ebrahimi[2]
- Festival de Cine Europeo de Sevilla 2022 : Prix de la meilleure actrice pour Zar Amir Ebrahimi[21]
- Festival international du film de Stockholm 2022 : 
  - Cheval de Bronze (meilleur film)[22]
  - Prix de la meilleure interprétation masculine pour Mehdi Bajestani[22]

### Nominations et sélections
- Festival de Cannes 2022 : sélection officielle, en compétition[2]
- Festival de Cine Europeo de Sevilla 2022 : Meilleur film[23]
- Prix du cinéma européen 2022: 
  - Meilleur film européen[24]
  - Meilleur réalisation pour Ali Abbasi[24]
  - Meilleur scénario européen pour Ali Abbasi & Afshin Kamran Bahrami[24]
  - Meilleure actrice européenne pour Zar Amir Ebrahimi[24]
- Deutscher Filmpreis 2023 : 
  - Meilleur film[25]
  - Meilleur réalisation pour Ali Abbasi[25]
  - Meilleure actrice pour Zar Amir Ebrahimi[25]
  - Meilleur acteur pour Mehdi Bajestani[25]

### Presse
- « Dans la toile du tueur. Après sa projection au dernier Festival de Cannes, le nouveau film d'Ali Abbasi a fait l'objet d'une vive controverse en Iran. Il sort le 18 juillet en France », Courrier international no 1653, Paris, 7 juillet 2022, p. 46  (ISSN 1154-516X).